# Ставишин
Ставишин (пол. Stawiszyn)  —  город  в Польше, входит в Великопольское воеводство,  Калишский повят.  Имеет статус городско-сельской гмины. Занимает площадь 0,99 км². Население 1596 человек (на 2004 год).